# Elly Heuss-Knapp
Pour les articles homonymes, voir Knapp.
Elly Heuss-Knapp, née Elisabeth Eleonore Anna Justine Knapp le 25 janvier 1881 à Strasbourg et morte le 19 juillet 1952 à Bonn, est la cofondatrice et vice-présidente du Mouvement européen en Allemagne et députée au Parlement du Land de Bade-Wurtemberg de 1946 à 1949. Elle est l'épouse de Theodor Heuss, le premier président de la République fédérale d'Allemagne.

## Biographie
Elle est la fille de l'économiste Georg Friedrich Knapp et de Lydia Karganow, née à Tifflis en 1849 et apparentée à l'ancien ministre du tsar Loris Melikov. Elle étudie à l'École normale d'institutrices de Strasbourg. 
Le 11 avril 1908, elle épouse Theodor Heuss en l'église luthérienne Saint Nicolas de Strasbourg. 
Eléonore Knapp commence à travailler dans une école du quartier strasbourgeois de La Robertsau en 1900, alors qu'elle a 19 ans. Elle souhaite donner les bases du cours préparatoire à un petit groupe d'enfants et elle donne elle-même les cours de façon bénévole durant trois ans. Par la suite, elle s'adresse au maire de Strasbourg, Rudolf Schwander, afin d'ouvrir un établissement plus important. Elle accueille alors dix-huit élèves. 
En 1906, la ville embauche des enseignants professionnels afin d'en faire une école de commerce féminine. 
En 1908, elle quitte l'Alsace pour suivre son mari Theodor Heuss. Ce dernier est journaliste de profession et également militant du Parti démocrate allemand. Elle est cofondatrice et vice-présidente du Mouvement européen en Allemagne et aussi députée au Parlement de l'État de Wurtemberg-Bade (1946-1949). Durant cette période son mari devient le premier président de la République fédérale d'Allemagne.
Elly Heuss-Knapp rédige un livre d'économie pour les écoles de jeunes filles et elle s'occupe d'un bureau d'emploi pour les femmes pendant la Première Guerre mondiale. Puis, elle devient assistante sociale. Elle crée aussi une association de soutien aux femmes.